# Лётное
Лётное — посёлок в Зеленоградском районе Калининградской области. До 2016 года входил в состав Ковровского сельского поселения.

## Население
| 2002 | 2010 |
| ---- | ---- |
| 14   | ↗17  |

Тенкитен был основан в 1493 году, в 1910 году в нем проживали 43 человека.

## История
В 1946 году Тенкитен был переименован в поселок Летное.